# Jeanne Crépeau
Jeanne Crépeau (née en 1961 à Montréal) est une réalisatrice et scénariste québécoise.

## Biographie
Militante écologiste dans l’adolescence, animatrice dans des émissions de radio communautaire, elle s’inscrit en communication à l’UQAM.
C’est à l’ONF (Office national du film), plus précisément au Studio D (qui a permis à de nombreuses réalisatrices de voir leurs films produits) qu’elle explore le métier de preneuse de son et d’assistance à la réalisation. Stagiaire à la réalisation, elle côtoie des réalisateurs et réalisatrices du Québec, tels Jean-Claude Lauzon, Léa Pool et Francis Mankiewicz, et d’outre-mer, tels Jacques Doillon, Chantal Ackerman, entre autres.
Curieuse des langages cinématographiques, elle touche à l’essai documentaire (Jouer Ponette), à l’hybridité entre le documentaire et la fiction (Suivre Catherine), à l’animation (La Solitude de M. Turgeon) et à la fiction, avec son premier moyen métrage Le Film de Justine.
En 1988, avec Benoit Pilon et Manon Briand, elle fonde Les Films de l’autre, collectif de création et de production.

## Filmographie
- 1989 : Le Film de Justine
- 1991 : La Tranchée
- 1992 : Claire et l'obscurité
- 1998 : Revoir Julie
- 2000 : La Solitude de monsieur Turgeon
- 2002 : Adieux à Robert Daudelin
- 2004 : La Beauté du geste
- 2007 : Jouer Ponette
- 2008 : Suivre Catherine
- 2011 : La Fille de Montréal